# Charaxes elatias
Charaxes elatias är en fjärilsart som beskrevs av Jordan 1936. Charaxes elatias ingår i släktet Charaxes och familjen praktfjärilar. Inga underarter finns listade i Catalogue of Life.